# Stenodynerus mimeticus
Stenodynerus mimeticus är en stekelart som först beskrevs av Berton 1918.  Stenodynerus mimeticus ingår i släktet smalgetingar, och familjen Eumenidae. Inga underarter finns listade i Catalogue of Life.